# Caryophyllia scobinosa
Espèce
Statut CITES
Caryophyllia scobinosa est une espèce de coraux appartenant à la famille des Caryophylliidae.